# Warnikam (Kreis Heiligenbeil)
Warnikam war ein Ort im Kreis Heiligenbeil in Ostpreußen. Seine Ortsstelle befindet sich heute im Munizipalkreis Rajon Bagrationowsk (Stadtkreis Preußisch Eylau) in der russischen Oblast Kaliningrad.

## Geographische Lage
Warnikam liegt im südlichen Westen der Oblast Kaliningrad, 14 Kilometer nordöstlich der früheren Kreisstadt Heiligenbeil (russisch Mamonowo) bzw. 36 Kilometer nordwestlich der heutigen Rajonshauptstadt Bagrationowsk (deutsch Preußisch Eylau).

## Geschichte
Der von einem Park umgebende kleine Gutsort Wargunkaym wurde erstmals 1414 urkundlich erwähnt. Nach 1437 hieß der Ort Waergenkaymen, nach 1467 Wernickaim, vor 1600 Warnicken, nach 1620 Warnikeim, nach 1675 Warnekam und nach 1820 Warnikam.
Im Jahre 1553 wurde das Gut Warnikam von Herzog Albrecht mit Hans Wilhelm Parck gegen das Gut Karben (Carben) getauscht.
Als 1874 der Amtsbezirk Pohren (russisch Rasdolnoje) neu errichtet wurde, wurde der Gutsbezirk Warnikam mit einbezogen. Im Jahre 1910 zählte das Gutsdorf 96 Einwohner.
Warnikam war mit Dollkeim (russisch Kowrowo) und Wiskiauten (Mochowo) ein verheißungsoller Ort für archäologische Forschungen, für die man hier wertvolle Zeugnisse fand.
1945 kam Warnikam in Kriegsfdolge mit dem gesamten nördlichen Ostpreußen zur Sowjetunion. Hier endet die Existenz von Warnikam, da das Dorf keinen russischen Namen erhielt noch die Zuordnung zu einem Dorfsowjet belegt ist. Das Dorf gilt heute als untergegangen. Seine Ortsstelle liegt im Rajon Bagrationowsk (Stadtkreis Preußisch Eylau) in der russischen Oblast Kaliningrad (Gebiet Königsberg (Preußen)).

## Religion
Warnikam war bis 1945 in das Kirchspiel der evangelischen Kirche Bladiau (russisch Pjatidoroschnoje) in der Kirchenprovinz Ostpreußen der Kirche der Altpreußischen Union eingegliedert.

## Verkehr
Die so gut wie gar nicht mehr wahrnehmbare Ortsstelle Warnikams ist von Perwomaiskoje (Pottlitten) an der Regionalstraße 27A-020 (frühere russische Fernstraße A 194, ehemalige deutsche Reichsstraße 1) aus auf Landwegverbindungen zu erreichen.

## Persönlichkeit
- Wilhelm von Salisch (1913–1945), deutscher Oberst des Heeres der Wehrmacht, verstarb am 18. März 1945 an seinen Verwundungen, die er sich am Tag zuvor bei Gut Warnikam zugezogen hatte